# Capricorn-Coast-Nationalpark
Der Capricorn-Coast-Nationalpark (engl.: Capricorn Coast National Park) ist ein Nationalpark im Osten des australischen Bundesstaates Queensland. Er liegt 535 Kilometer nordwestlich von Brisbane und 5 Kilometer südlich von Yeppoon.
Der Nationalpark besteht aus sechs einzelnen Teilen, von denen vier öffentlich zugänglich sind. Dies sind Double Head, Rosslyn Head, Bluff Point und Coconut Point. Einige der Teile waren bereits von 1943 an selbstständige Nationalparks, bevor sie 1994 zum Capricorn-Coast-Nationalpark zusammengefasst wurden.

## Geländeformen
Felsige Kaps, die sich vor 73–79 Mio. Jahren gebildet haben, sind die wesentliche Oberflächenform des Nationalparks. Die Kaps bieten großartige Ausblicke auf die vorgelagerten Inseln (Keppel Islands) und das Hinterland der Küste.

## Flora
Im Park findet sich Küstenheideland und lichter Wald sowie Regenwald und Tussock-Grasland.

## Zufahrt
Von Yeppoon aus führt die Küstenstraße nach Süden an den einzelnen Teilen des Parks vorbei. Double Head und Rosslyn Head liegen dabei am nächsten an der Stadt.

## Einrichtungen
Das Zelten im Park ist genauso wenig gestattet wie die Mitnahme von Haustieren. Am Bluff Point gibt es einen Rundwanderweg und einen Picknickplatz.